# Millet (plaats)
Millet is een plaats (town) in de Canadese provincie Alberta en telt 2068 inwoners (2006).